# John Cradock (1er baron Howden)
John Francis Cradock (11 août 1759 - 26 juillet 1839) est un pair, homme politique et Militaire britannique. 

## Biographie
Il est le fils de John Cradock, archevêque de l'Église d'Irlande de Dublin. En 1775, il est admis au St John's College de Cambridge. 
En 1777, il est nommé cornette dans le 4e régiment de cavalerie, qu'il échange en 1779 pour devenir enseigne dans les Coldstream Guards, et en 1781, il est promu lieutenant avec le grade de capitaine. En 1785, il acquiert une commission de major dans le 12th Dragoons, l'échangeant en 1786 contre un poste au Somerset Light Infantry, où il est nommé lieutenant-colonel en 1789. 
Il commande le 13e aux Antilles en 1790, et sert une seconde fois aux Antilles commandant un bataillon de grenadiers en 1793, où il est blessé lors de la réduction de la Martinique. 
En 1795, il est nommé colonel du 127e régiment d'infanterie et placé en demi-solde lorsque ce régiment est réduit en 1797. Il est nommé major-général en 1798 et sert contre la rébellion irlandaise de 1798 en tant que quartier-maître général en Irlande, participant à la bataille de Vinegar Hill. Il accompagne Cornwallis dans sa campagne contre les forces françaises débarquées en Irlande et est grièvement blessé lors de la bataille de Ballinamuck. 
Cradock entre à la Chambre des communes irlandaise pour Clogher en 1785. En 1790, il est député de Castlebar, siège qu'il occupe jusqu'en 1798. Il représente ensuite Midleton de 1799 à 1800, puis Thomastown à l'Acte d'Union en 1801. L'année précédente, il est nommé commandant du deuxième bataillon du 54e régiment d'infanterie, et est de nouveau été mis en demi-solde lorsque ce bataillon est réduit en 1802. En 1803, il est nommé au 71e régiment d'infanterie. 
En 1801, il fait partie de l'état-major de la Méditerranée sous la direction de Ralph Abercromby, servant de commandant en second d'une division sur le terrain. Après la reddition du Caire et d'Alexandrie, à laquelle il est présent, il est envoyé avec une force pour occuper la Corse et Naples, mais est rappelé en route après la signature de la paix d'Amiens. 
Il est ensuite nommé commandant en chef de l'armée de Madras. Après le départ de Lord Lake, il commande l'ensemble des forces de la Péninsule Ibérique pendant près d'un an. En 1808, il est nommé commandant des forces au Portugal, remettant le commandement à Arthur Wellesley le 22 avril 1809. Il commande le 43e (Monmouthshire) infanterie légère depuis janvier 1809, servant de gouverneur de Gibraltar plus tard cette année. 
En 1811, il est nommé gouverneur de la Colonie du Cap et commandant des forces de cette station, démissionnant en 1814 et remplacé par Charles Henry Somerset. Il est promu général de division en 1814, élevé dans la pairie d'Irlande en tant que baron Howden en 1819 et dans la Pairie du Royaume-Uni sous le même titre en 1831. 
La ville de Cradock, Eastern Cape, Afrique du Sud, porte son nom. 
Le 17 novembre 1798, il épouse Theodosia Sarah Frances Meade (bc 1773; décédée le 13 décembre 1853), la fille de John Meade (1er comte de Clanwilliam), Cradock nomme la ville de Clanwilliam, Western Cape du nom de son beau-père. 